# Andrew Viterbi

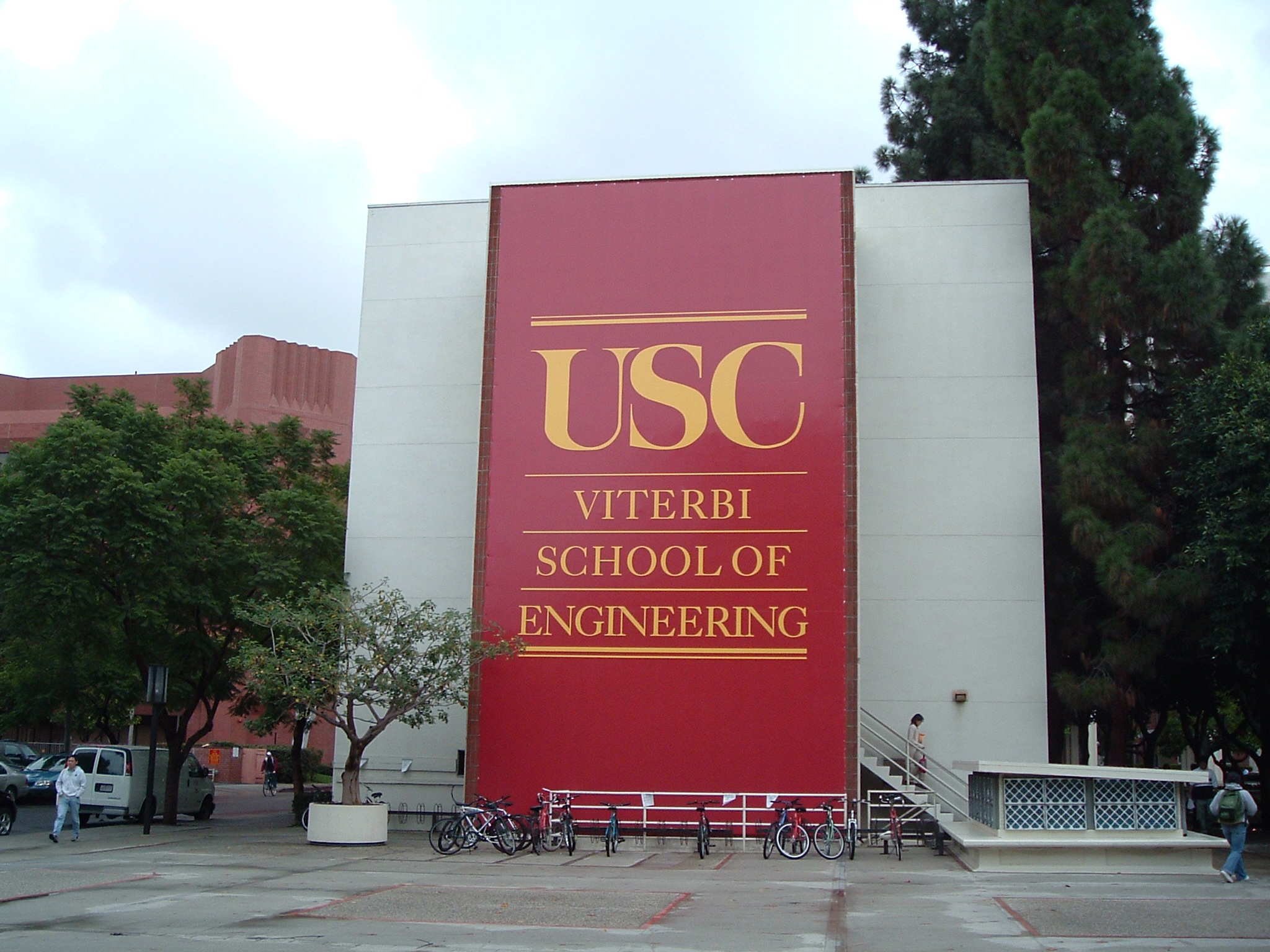
Pared izquierda de la Escuela de Ingeniería Viterbi.

Andrew James Viterbi (9 de marzo de 1935) ingeniero electrónico y empresario.
Andrew Viterbi nació en Bérgamo, Italia, de padres judíos y en 1939 emigró con ellos a los Estados Unidos en condición de refugiado. Su nombre original era Andrea, pero cuando obtuvo la nacionalidad estadounidense sus padres decidieron cambiarlo debido a que "Andrea" es considerado un nombre femenino en la mayoría de países de habla inglesa.
Viterbi estudió en la Boston Latin School, y en 1952 entró en el MIT, como estudiante de ingeniería electrónica. Allí coincidió, entre otros, con Claude Shannon, Norbert Wiener, Robert Fano y Bruno Rossi. Después de recibir su S.B. y su S.M. en 1957 por el MIT, Viterbi recibió su título de Doctor en comunicaciones digitales por la Universidad del Sur de California.
Viterbi fue profesor de ingeniería electrónica en la UCLA y la UCSD. Es el inventor del Algoritmo de Viterbi, que utilizó para la recepción de datos codificados convolucionalmente. El algoritmo es aun ampliamente utilizado en los códigos correctores de errores de los teléfonos móviles, así como en sistemas de reconocimiento de voz, texto predictivo y otras aplicaciones de modelos ocultos de Márkov.
Viterbi fue cofundador de Linkabit Corporation, junto con Irwin Jacobs en 1968, una pequeña contrata militar. También fue fundador de Qualcomm Inc. en 1985 así como presidente de la sociedad de capital riesgo The Viterbi Group. El año 2000, Viterbi estaba situado el 386º en la lista Forbes 400 de los americanos más ricos, con un capital estimado de 640 millones de dólares.
En 2002, Viterbi dedicó el Centro de Computación Andrew Viterbi'52 a su escuela, Boston Latin School. El 2 de marzo del 2004, la Escuela de Ingeniería de la Universidad del Sur de California, fue renombrada a Escuela de Ingeniería Viterbi en su honor, después de haber realizado una donación de 52 millones de dólares.
Viterbi está casado con Erna Finci, con quien tiene tres hijos.